# John Harper
John Lander Harper (27 mei 1925) is een Brits bioloog die gespecialiseerd is in populatiebiologie en de ecologie van planten.
Harper stond aan het hoofd van de British Ecological Society (1967) en de European Society for Evolutionary Biology (1993-1995). Hij schreef verschillende boeken over ecologie en de populatiebiologie van planten, zowel voor studenten als voor een groter publiek.

## Erkenning
Harper won in 1990 de Darwin Medal voor zijn werk op het gebied van populatiebiologie en de evolutie van planten, wat heeft bijgedragen aan het begrip van het aanpassingsvermogen van planten aan hun omgeving.

### Studieboeken
- Ecology: individuals, populations and communities (1986, bij de vierde druk hernoemd tot Ecology: from individuals to ecosystems)
- Essentials of Ecology (2003)

### Populaire wetenschap
- Population biology of plants (1977)
- Plant life histories : ecology, phylogeny, and evolution (1997)

- Bibliothèque nationale de France: cb12277077h (data)
- Catàleg d'autoritats de noms i títols de Catalunya: 981058594719806706
- CiNii: DA0028060X
- Gemeinsame Normdatei: 112304362
- International Standard Name Identifier: 0000 0001 1021 8351
- Library of Congress Control Number: n85051551
- Nationale Bibliotheek van Letland: 000068277
- Nationale Bibliotheek van Tsjechië: jn19981001420
- Nationale Bibliotheek van Israël: 987007272008005171
- Nederlandse Thesaurus van Auteursnamen: 072189118
- Système universitaire de documentation: 03158456X
- Virtual International Authority File: 17283025
- WorldCat: E39PBJrWCGm3tjfKQYwPP4w9jC